# Haugen (Wisconsin)
Pour les articles homonymes, voir Haugen.
Haugen (en anglais [ˈhɑːɡən]) est un village du comté de Barron, dans l’État du Wisconsin, aux États-Unis. Sa population s’élevait à 287 habitants lors du recensement de 2010, estimée à 284 habitants en 2016.

## Démographie
| Groupe            | Haugen | Wisconsin | États-Unis |
| ----------------- | ------ | --------- | ---------- |
| Blancs            | 94,1   | 86,2      | 72,4       |
| Métis             | 3,8    | 1,8       | 2,9        |
| Autres            | 1,4    | 9,7       | 19,9       |
| Asiatiques        | 0,7    | 2,3       | 4,8        |
| Total             | 100    | 100       | 100        |
|                   |        |           |            |
| Latino-Américains | 1,7    | 5,9       | 16,7       |

Selon l'American Community Survey, pour la période 2011-2015, 98,80 % de la population âgée de plus de 5 ans déclare parler anglais à la maison, alors que 1,20 % parle une autre langue.

## Source
- (en) Cet article est partiellement ou en totalité issu de l’article de Wikipédia en anglais intitulé « Haugen, Wisconsin » (voir la liste des auteurs).

1. ↑  (en) « Haugen, WI Population - Census 2010 and 2000 », sur censusviewer.com.
2. ↑  (en) « Population of Wisconsin - Census 2010 and 2000 », sur censusviewer.com.
3. ↑  (en) « Language spoken at home by ability to speak English for the population 5 years and over ».